# أشلي ستيل
أشلي ستيل (بالإنجليزية: Ashley Steel)‏ هي سيدة أعمال بريطانية، ولدت في 1959.